# Elliot Chess
Elliot William Chess (ur. 25 grudnia 1899 w El Paso, zm. 27 grudnia 1962 tamże) – porucznik pilot Wojska Polskiego. Amerykański ochotnik, uczestnik I wojny światowej i wojny polsko-bolszewickiej. Autor godła 7. eskadry myśliwskiej, kawaler Orderu Virtuti Militari.

## Życiorys
Syn Louisa i May Chess. Ukończył liceum w El Paso, następnie rozpoczął naukę w Texas State School of Mines and Metallurgy. W 1917 roku wstąpił do Szkoły Lotniczej w Toronto, po jej ukończeniu w marcu 1918 roku został przetransportowany do Wielkiej Brytanii, a następnie został skierowany do jednostki bojowej Royal Flying Corps we Francji. W czasie służby wykonał 60 lotów bojowych.
Po zakończeniu działań wojennych pozostał w Europie. Od znajomych amerykańskich lotników dowiedział się o formowaniu w Wojsku Polskim jednostki lotniczej złożonej z Amerykanów i zgłosił się do służby w polskim lotnictwie. Do Polski przybył w październiku 1919 roku i został przydzielony do 7. eskadry myśliwskiej (7. em), gdzie latał w kluczu dowodzonym przez Edwarda Corsiego. Był najmłodszym spośród amerykańskich ochotników. W listopadzie 1919 roku opracował projekt graficzny odznaki 7. eskadry myśliwskiej, który łączący symboliczne elementy służby wojskowej Tadeusza Kościuszki w kraju i za granicą. Znak ten został oficjalnie przyjęty jako godło eskadry i był malowany na samolotach 7. em do końca jej istnienia. W czasie II wojny światowej na bazie tej odznaki opracowano godło dywizjonu 303 w Polskich Siłach Powietrznych na Zachodzie. Obecnie ta odznaka jest używana jako godło lotnicze 23. Bazy Lotnictwa Taktycznego w Mińsku Mazowieckim.

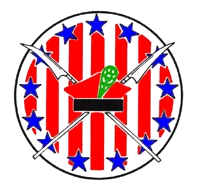
Godło 7. eskadry myśliwskiej zaprojektowane przez Elliota Chessa

Był lotnikiem doświadczonym i odważnym, czego dał liczne dowody podczas wojny polsko-bolszewickiej. 28 stycznia 1920 roku, pomimo trudnych warunków pogodowych, dostarczył polskim oddziałom w Tarnopolu ważny meldunek. W wykonaniu tego zadania nie przeszkodziły mu dwie kraksy, w których rozbił dwa samoloty.
27 maja 1920 roku przeprowadził rozpoznanie na trasie Taraszcza – Olszanica, podczas którego atakował z niskiej wysokości oddziały Armii Czerwonej. Jego samolot został uszkodzony ogniem broni przeciwlotniczej nieprzyjaciela, co na cztery dni wyłączyło go z lotów bojowych. Pozbawiony możliwości latania pracował w tym czasie przy zaopatrywaniu eskadry w potrzebny sprzęt i zaopatrzenie. W nocy z 30 na 31 maja, wspólne z mjr. Cedrikiem Fauntem le Royem, brał udział w całonocnym rozładowywaniu transportów kolejowych. Rankiem 31 maja, po naprawieniu maszyny, wystartował na zadanie wsparcia z powietrza polskich oddziałów walczących na linii Lipaniec – Nowochwastów. Podczas tego lotu został ranny w nogę. Szybko powrócił do latania bojowego i już 16 lipca brał udział w nalotach na kolumny kawalerii nieprzyjaciela.
Jedenastego sierpnia 1920 roku, w parze z Edwardem Corsim, atakował konnicę Armii Czerwonej na wschód od Korczowa. Następnie brał udział w obronie Lwowa, podczas której atakował z niskiej wysokości oddziały wroga. Walki były bardzo intensywne, piloci wykonywali po kilka lotów bojowych dziennie, np. 16 sierpnia Chess startował do walki czterokrotnie.
Drugiego października, wraz z innymi lotnikami 7. em, na lotnisku Lewandówka został odznaczony przez generała Stanisława Hallera Krzyżem Srebrnym Orderu Wojskowego Virtuti Militari. 20 października 1920 roku otrzymał prawo noszenia odznaki pilota na czas służby w polskim lotnictwie. 10 maja 1921 roku, wraz z innymi amerykańskimi pilotami latającymi w 7. em, został przyjęty w Belwederze przez marszałka Józefa Piłsudskiego i odznaczony Krzyżem Walecznych. 11 listopada 1928 roku otrzymał prawo do noszenia Polowej Odznaki Pilota.
Podczas służby w 7. em udało mu się dokonać ulepszenia mechanizmu synchronizatora karabinów maszynowych w myśliwcach Albatros D.III, co podniosło ich szybkostrzelność dwukrotnie. Ponadto zmodyfikował też stateczniki używanych bomb lotniczych, tak że podczas ich zrzucania wydawały „wrzeszczące” dźwięki, budzące popłoch w szeregach nieprzyjaciela.
Po zakończeniu działań wojennych został zdemobilizowany i 2 maja 1923 roku zwolniony ze służby kontraktowej w Wojsku Polskim. Powrócił do Stanów Zjednoczonych, gdzie rozpoczął pracę jako dziennikarz w lokalnej gazecie „El Paso Times”. Pod koniec lat dwudziestych przeniósł się do Nowego Jorku, gdzie rozpoczął karierę literacką. Na podstawie swych doświadczeń pisał artykuły i opowiadania, m.in. o tematyce lotniczej. W 1941 roku wydał swą jedyną powieść Walk away from ‘em. W czasie II wojny światowej służył jako pilot transportowy w Ninth Air Force. 3 czerwca 1944 roku został zaproszony do Dywizjonu 303. Podczas oficjalnej uroczystości został udekorowany, jako były członek 7 Eskadry Myśliwskiej, Bojową Odznaką Kościuszkowską Honorową. Zmarł na zawał serca 27 grudnia 1962 roku w El Paso.

## Odznaczenia i odznaki
Za swą służbę w lotnictwie polskim został odznaczony:
- Krzyżem Srebrnym Orderu Wojskowego Virtuti Militari nr 1958 – 8 kwietnia 1921[23][24],
- Polową Odznaką Pilota nr 107,
- Krzyżem Walecznych,
- Krzyżem Polskich Żołnierzy z Ameryki,
- kanadyjską odznaką pilota.

## Życie prywatne
W 1930 roku poślubił Jean Townley Wallace, z którą rozwiódł się po kilku latach małżeństwa. W 1946 roku związał się z Elaine Gottlieb, z którą miał córkę Nolę.